# Tomires
Antônio Carlos Milano, mais conhecido por Tomires (Jaú, 15 de setembro de 1945 – Ituverava, 24 de outubro de 2024), foi um futebolista brasileiro que atuava como goleiro. Fez sucesso jogando no Comercial de Ribeirão Preto.
Tomires era famoso por não utilizar luvas (característica comum aos goleiros). Ele as dispensavam por considerar que a camurça, material usado para fabricar as luvas na época, mais atrapalhava do que ajudava. Segundo o próprio Tomires, passar parafina e colocar esparadrapos na mão, era bem melhor.

## Carreira

### Futebol Profissional
Tomires sempre gostou de futebol e em 1960 fez sua estreia no futebol de salão, jogando pela equipe Líder Futebol de Salão de sua cidade natal.
Pouco tempo depois migrou para o campo, onde foi defender o XV de Jaú.
No futebol profissional, atuou inicialmente pelo clube de sua cidade, o XV de Jaú, onde fez as categorias de base entre 1960 e 1964. Pelo Galo da Comarca, atuou como profissional até 1966, quando foi para a Penapolense.
Faria grande sucesso no Comercial de Ribeirão Preto, onde chegou em 1966.
No mesmo ano, deixou o Comercial para jogar pela AA Ituveravense, de Ituverava, onde ajudou o time a conquistar o Campeonato Paulista de Futebol - Série A3 de 1966.
Voltou para o Comercial, onde era titular e chegou a ter como reserva o então jovem Emerson Leão, mas, em 1968, as vésperas de um jogo contra o Palmeiras, sofreu um corte no supercílio, e acabou cortado da partida. Seu reserva, era um jovem garoto chamado Emerson Leão.
Depois do Bafo, Tomires foi para CA Ferroviário de Araçatuba.

### Fora dos campos
Com o fim da carreira e grande identificação com o Comercial, trabalhou no antigo poliesportivo do clube de 1988 a 2010. Após essa data, foi transferido ao Palma Travassos, onde permaneceu no comando do time master e também da secretaria do estádio até se aposentar, em dezembro de 2023.

## Títulos

### AA Ituveravense
- Campeonato Paulista - Série A3: 1966

## Morte
Tomires morreu no dia 24 de outubro de 2024 aos 79 anos, vítima de uma parada cardíaca.